# Dorothée Fournier
Dorothée Fournier (ur. 6 kwietnia 1976 w Grenoble) – francuska snowboardzistka, brązowa medalistka mistrzostw świata.

## Kariera
W zawodach Pucharu Świata zadebiutowała 24 listopada 1994 roku w Zell am See, zajmując piąte miejsce w slalomie równoległym (PSL). Tym samym już w swoim debiucie wywalczyła pierwsze pucharowe punkty. Pierwszy raz na podium zawodów tego cyklu stanęła 3 lutego 1996 roku w Bad Hindelang, wygrywając rywalizację w tej samej konkurencji. W zawodach tych wyprzedziła Austriaczkę Manuelę Riegler i Niemkę Tanję Fischer. Łącznie pięć razy stawała na podium zawodów PŚ, odnosząc przy tym jeszcze jedno zwycięstwo: 7 grudnia 1996 roku w Sestriere triumfowała w slalomie. Najlepsze wyniki osiągnęła w sezonie 1995/1996, kiedy to zajęła 9. miejsce w klasyfikacji generalnej, a w klasyfikacji slalomu była ósma.
Jej największym sukcesem jest brązowy medal w slalomie wywalczony na mistrzostwach świata w San Candido w 1997 roku. Uległa tam tylko Niemce Heidi Renoth i Włoszce Dagmar Mair unter der Eggen. Był to jej jedyny medal wywalczony na międzynarodowej imprezie tej rangi. Na tej samej imprezie zajęła też dziewiąte miejsce w slalomie równoległym. Nie startowała na igrzyskach olimpijskich.
W 2000 r. zakończyła karierę.

## Osiągnięcia

### Mistrzostwa świata
| Miejsce | Dzień       | Rok  | Miejscowość   | Konkurencja       | Zwyciężczyni                |
| ------- | ----------- | ---- | ------------- | ----------------- | --------------------------- |
| 10.     | 26 stycznia | 1996 | Lienz         | Gigant            | Karine Ruby                 |
| 13.     | 28 stycznia | 1996 | Lienz         | Slalom równoległy | Marion Posch                |
| 3.      | 23 stycznia | 1997 | San Candido   | Slalom            | Heidi Renoth                |
| 9.      | 23 stycznia | 1997 | San Candido   | Slalom równoległy | Dagmar Mair unter der Eggen |
| 15.     | 12 stycznia | 1999 | Berchtesgaden | Gigant            | Margherita Parini           |
| 18.     | 14 stycznia | 1999 | Berchtesgaden | Gigant równoległy | Isabelle Blanc              |
| 21.     | 15 stycznia | 1999 | Berchtesgaden | Slalom równoległy | Marion Posch                |

### Puchar Świata

#### Miejsca w klasyfikacji generalnej
- sezon 1994/1995: -
- sezon 1995/1996: 9.
- sezon 1996/1997: 11.
- sezon 1997/1998: 31.
- sezon 1998/1999:20.
- sezon 1999/2000:41.

#### Miejsca na podium
1. Bad Hindelang – 3 lutego 1996 (slalom równoległy) - 2. miejsce
2. Mount Bachelor – 16 marca 1996 (slalom równoległy) - 2. miejsce
3. Sestriere – 7 grudnia 1996 (slalom) - 1. miejsce
4. Morioka – 20 lutego 1997 (slalom równoległy) - 2. miejsce
5. Kreischberg – 6 marca 1999 (slalom równoległy) - 2. miejsce